# Nepalees voetbalelftal (mannen)
Het Nepalese voetbalelftal is een team van voetballers dat Nepal vertegenwoordigt bij internationale wedstrijden.

## Deelname aan internationale toernooien

### Wereldkampioenschap
| Wereldkampioenschap voetbal overzicht | Wereldkampioenschap voetbal overzicht | Wereldkampioenschap voetbal overzicht | Wereldkampioenschap voetbal overzicht | Wereldkampioenschap voetbal overzicht | Wereldkampioenschap voetbal overzicht | Wereldkampioenschap voetbal overzicht | Wereldkampioenschap voetbal overzicht | Wereldkampioenschap voetbal overzicht |
| Jaar                                  | Ronde                                 | Wed.                                  | W                                     | G                                     | V                                     | DV                                    | DT                                    |                                       |
| ------------------------------------- | ------------------------------------- | ------------------------------------- | ------------------------------------- | ------------------------------------- | ------------------------------------- | ------------------------------------- | ------------------------------------- | ------------------------------------- |
| 1986                                  | Niet gekwalificeerd                   | Niet gekwalificeerd                   | Niet gekwalificeerd                   | Niet gekwalificeerd                   | Niet gekwalificeerd                   | Niet gekwalificeerd                   | Niet gekwalificeerd                   |                                       |
| 1990                                  | Niet gekwalificeerd                   | Niet gekwalificeerd                   | Niet gekwalificeerd                   | Niet gekwalificeerd                   | Niet gekwalificeerd                   | Niet gekwalificeerd                   | Niet gekwalificeerd                   |                                       |
| 1994                                  | Geen deelname                         | Geen deelname                         | Geen deelname                         | Geen deelname                         | Geen deelname                         | Geen deelname                         | Geen deelname                         |                                       |
| 1998                                  | Niet gekwalificeerd                   | Niet gekwalificeerd                   | Niet gekwalificeerd                   | Niet gekwalificeerd                   | Niet gekwalificeerd                   | Niet gekwalificeerd                   | Niet gekwalificeerd                   |                                       |
| 2002                                  | Niet gekwalificeerd                   | Niet gekwalificeerd                   | Niet gekwalificeerd                   | Niet gekwalificeerd                   | Niet gekwalificeerd                   | Niet gekwalificeerd                   | Niet gekwalificeerd                   |                                       |
| 2006                                  | Teruggetrokken                        | Teruggetrokken                        | Teruggetrokken                        | Teruggetrokken                        | Teruggetrokken                        | Teruggetrokken                        | Teruggetrokken                        |                                       |
| 2010                                  | Niet gekwalificeerd                   | Niet gekwalificeerd                   | Niet gekwalificeerd                   | Niet gekwalificeerd                   | Niet gekwalificeerd                   | Niet gekwalificeerd                   | Niet gekwalificeerd                   |                                       |
| 2014                                  | Niet gekwalificeerd                   | Niet gekwalificeerd                   | Niet gekwalificeerd                   | Niet gekwalificeerd                   | Niet gekwalificeerd                   | Niet gekwalificeerd                   | Niet gekwalificeerd                   |                                       |
| 2018                                  | Niet gekwalificeerd                   | Niet gekwalificeerd                   | Niet gekwalificeerd                   | Niet gekwalificeerd                   | Niet gekwalificeerd                   | Niet gekwalificeerd                   | Niet gekwalificeerd                   |                                       |
| 2022                                  | Niet gekwalificeerd                   | Niet gekwalificeerd                   | Niet gekwalificeerd                   | Niet gekwalificeerd                   | Niet gekwalificeerd                   | Niet gekwalificeerd                   | Niet gekwalificeerd                   | Niet gekwalificeerd                   |
| 2026                                  | Niet gekwalificeerd                   | Niet gekwalificeerd                   | Niet gekwalificeerd                   | Niet gekwalificeerd                   | Niet gekwalificeerd                   | Niet gekwalificeerd                   | Niet gekwalificeerd                   |                                       |

### Aziatisch kampioenschap
| Aziatisch kampioenschap voetbal overzicht | Aziatisch kampioenschap voetbal overzicht | Aziatisch kampioenschap voetbal overzicht | Aziatisch kampioenschap voetbal overzicht | Aziatisch kampioenschap voetbal overzicht | Aziatisch kampioenschap voetbal overzicht | Aziatisch kampioenschap voetbal overzicht | Aziatisch kampioenschap voetbal overzicht | Aziatisch kampioenschap voetbal overzicht |
| Jaar                                      | Ronde                                     | Wed.                                      | W                                         | G                                         | V                                         | DV                                        | DT                                        |                                           |
| ----------------------------------------- | ----------------------------------------- | ----------------------------------------- | ----------------------------------------- | ----------------------------------------- | ----------------------------------------- | ----------------------------------------- | ----------------------------------------- | ----------------------------------------- |
| 1984                                      | Niet gekwalificeerd                       | Niet gekwalificeerd                       | Niet gekwalificeerd                       | Niet gekwalificeerd                       | Niet gekwalificeerd                       | Niet gekwalificeerd                       | Niet gekwalificeerd                       |                                           |
| 1988                                      | Niet gekwalificeerd                       | Niet gekwalificeerd                       | Niet gekwalificeerd                       | Niet gekwalificeerd                       | Niet gekwalificeerd                       | Niet gekwalificeerd                       | Niet gekwalificeerd                       |                                           |
| 1992                                      | Teruggetrokken                            | Teruggetrokken                            | Teruggetrokken                            | Teruggetrokken                            | Teruggetrokken                            | Teruggetrokken                            | Teruggetrokken                            |                                           |
| 1996                                      | Niet gekwalificeerd                       | Niet gekwalificeerd                       | Niet gekwalificeerd                       | Niet gekwalificeerd                       | Niet gekwalificeerd                       | Niet gekwalificeerd                       | Niet gekwalificeerd                       |                                           |
| 2000                                      | Niet gekwalificeerd                       | Niet gekwalificeerd                       | Niet gekwalificeerd                       | Niet gekwalificeerd                       | Niet gekwalificeerd                       | Niet gekwalificeerd                       | Niet gekwalificeerd                       |                                           |
| 2004                                      | Niet gekwalificeerd                       | Niet gekwalificeerd                       | Niet gekwalificeerd                       | Niet gekwalificeerd                       | Niet gekwalificeerd                       | Niet gekwalificeerd                       | Niet gekwalificeerd                       |                                           |
| 2007                                      | Geen deelname                             | Geen deelname                             | Geen deelname                             | Geen deelname                             | Geen deelname                             | Geen deelname                             | Geen deelname                             |                                           |
| 2011                                      | Niet gekwalificeerd                       | Niet gekwalificeerd                       | Niet gekwalificeerd                       | Niet gekwalificeerd                       | Niet gekwalificeerd                       | Niet gekwalificeerd                       | Niet gekwalificeerd                       |                                           |
| 2015                                      | Niet gekwalificeerd                       | Niet gekwalificeerd                       | Niet gekwalificeerd                       | Niet gekwalificeerd                       | Niet gekwalificeerd                       | Niet gekwalificeerd                       | Niet gekwalificeerd                       |                                           |
| 2019                                      | Niet gekwalificeerd                       | Niet gekwalificeerd                       | Niet gekwalificeerd                       | Niet gekwalificeerd                       | Niet gekwalificeerd                       | Niet gekwalificeerd                       | Niet gekwalificeerd                       |                                           |
| 2023                                      | Niet gekwalificeerd                       | Niet gekwalificeerd                       | Niet gekwalificeerd                       | Niet gekwalificeerd                       | Niet gekwalificeerd                       | Niet gekwalificeerd                       | Niet gekwalificeerd                       | Niet gekwalificeerd                       |

### Zuid-Aziatisch Kampioenschap
| Zuid-Aziatisch kampioenschap voetbal overzicht | Zuid-Aziatisch kampioenschap voetbal overzicht | Zuid-Aziatisch kampioenschap voetbal overzicht | Zuid-Aziatisch kampioenschap voetbal overzicht | Zuid-Aziatisch kampioenschap voetbal overzicht | Zuid-Aziatisch kampioenschap voetbal overzicht | Zuid-Aziatisch kampioenschap voetbal overzicht | Zuid-Aziatisch kampioenschap voetbal overzicht | Zuid-Aziatisch kampioenschap voetbal overzicht |
| Jaar                                           | Ronde                                          | Wed.                                           | W                                              | G                                              | V                                              | DV                                             | DT                                             |                                                |
| ---------------------------------------------- | ---------------------------------------------- | ---------------------------------------------- | ---------------------------------------------- | ---------------------------------------------- | ---------------------------------------------- | ---------------------------------------------- | ---------------------------------------------- | ---------------------------------------------- |
| 1993                                           | Derde                                          | 3                                              | 0                                              | 2                                              | 1                                              | 1                                              | 2                                              |                                                |
| 1995                                           | Halve finale                                   | 3                                              | 0                                              | 2                                              | 1                                              | 1                                              | 2                                              |                                                |
| 1997                                           | Groepsfase                                     | 2                                              | 0                                              | 0                                              | 2                                              | 1                                              | 5                                              |                                                |
| 1999                                           | Vierde                                         | 4                                              | 1                                              | 0                                              | 3                                              | 6                                              | 9                                              |                                                |
| 2003                                           | Groepsfase                                     | 3                                              | 1                                              | 0                                              | 2                                              | 4                                              | 5                                              |                                                |
| 2005                                           | Groepsfase                                     | 3                                              | 1                                              | 0                                              | 2                                              | 4                                              | 5                                              |                                                |
| 2008                                           | Groepsfase                                     | 3                                              | 1                                              | 0                                              | 2                                              | 5                                              | 9                                              |                                                |
| 2009                                           | Groepsfase                                     | 3                                              | 1                                              | 1                                              | 1                                              | 4                                              | 2                                              |                                                |
| 2011                                           | Halve finale                                   | 4                                              | 1                                              | 2                                              | 1                                              | 3                                              | 3                                              |                                                |
| 2013                                           | Halve finale                                   | 4                                              | 2                                              | 1                                              | 1                                              | 5                                              | 3                                              |                                                |
| 2015                                           | Groepsfase                                     | 2                                              | 0                                              | 0                                              | 2                                              | 1                                              | 5                                              |                                                |
| 2018                                           | Halve finale                                   | 4                                              | 2                                              | 0                                              | 2                                              | 7                                              | 5                                              |                                                |
| 2021                                           | Tweede                                         | 5                                              | 2                                              | 1                                              | 2                                              | 5                                              | 7                                              |                                                |
| 2023                                           | Groepsfase                                     | 3                                              | 1                                              | 0                                              | 2                                              | 2                                              | 5                                              |                                                |

### Challenge Cup
| AFC Challenge Cup overzicht  | AFC Challenge Cup overzicht | AFC Challenge Cup overzicht | AFC Challenge Cup overzicht | AFC Challenge Cup overzicht | AFC Challenge Cup overzicht | AFC Challenge Cup overzicht | AFC Challenge Cup overzicht | AFC Challenge Cup overzicht |
| Jaar                         | Ronde                       | Wed.                        | W                           | G                           | V                           | DV                          | DT                          | Kwal                        |
| ---------------------------- | --------------------------- | --------------------------- | --------------------------- | --------------------------- | --------------------------- | --------------------------- | --------------------------- | --------------------------- |
| 2006                         | Halve finale                | 5                           | 2                           | 2                           | 1                           | 8                           | 4                           |                             |
| 2008                         | Groepsfase                  | 3                           | 1                           | 0                           | 2                           | 3                           | 4                           | (Kwal.)                     |
| 2010                         | Niet gekwalificeerd         | Niet gekwalificeerd         | Niet gekwalificeerd         | Niet gekwalificeerd         | Niet gekwalificeerd         | Niet gekwalificeerd         | Niet gekwalificeerd         | Niet gekwalificeerd         |
| 2012                         | Groepsfase                  | 3                           | 0                           | 0                           | 3                           | 0                           | 6                           | (Kwal.)                     |
| 2014                         | Niet gekwalificeerd         | Niet gekwalificeerd         | Niet gekwalificeerd         | Niet gekwalificeerd         | Niet gekwalificeerd         | Niet gekwalificeerd         | Niet gekwalificeerd         | Niet gekwalificeerd         |
| AFC Solidarity Cup overzicht |                             |                             |                             |                             |                             |                             |                             |                             |
| Jaar                         | Ronde                       | Wed.                        | W                           | G                           | V                           | DV                          | DT                          | Kwal                        |
| 2016                         | Kampioen                    | 4                           | 2                           | 2                           | 0                           | 6                           | 2                           | (Kwal.)                     |

## Spelers
- Anil Gurung

## FIFA-wereldranglijst[1]
| 1993 | 1994 | 1995 | 1996 | 1997 | 1998 | 1999 | 2000 | 2001 | 2002 | 2003 | 2004 | 2005 | 2006 | 2007 | 2008 | 2009 | 2010 | 2011 | 2012 | 2013 | 2014 | 2015 | 2016 | 2017 | 2018 |
| ---- | ---- | ---- | ---- | ---- | ---- | ---- | ---- | ---- | ---- | ---- | ---- | ---- | ---- | ---- | ---- | ---- | ---- | ---- | ---- | ---- | ---- | ---- | ---- | ---- | ---- |
| 124  | 138  | 147  | 151  | 155  | 176  | 157  | 166  | 156  | 165  | 165  | 177  | 175  | 170  | 186  | 174  | 152  | 171  | 153  | 171  | 172  | 186  | 192  | 181  | 171  | 161  |

ANFA · A-internationals · Nepalees vrouwenelftal
1972 – 1989 ·
1990 – 1999 ·
2000 – 2009 ·
2010 – 2019 ·
2020 – 2029
Afghanistan ·
Algerije ·
Australië ·
Bahrein ·
Bangladesh ·
Bhutan ·
Brunei ·
Cambodja ·
China ·
Filipijnen ·
Hongkong ·
India ·
Indonesië ·
Irak ·
Iran ·
Japan ·
Jemen ·
Jordanië ·
Kazachstan ·
Kirgizië ·
Koeweit ·
Laos ·
Macau ·
Malediven ·
Maleisië ·
Mauritius ·
Myanmar ·
Noord-Korea ·
Oman ·
Oost-Timor ·
Pakistan ·
Palestina ·
Saoedi-Arabië · 
Singapore ·
Sri Lanka ·
Syrië ·
Tadzjikistan · 
Taiwan ·
Thailand · 
Turkmenistan ·
Verenigde Arabische Emiraten ·
Vietnam ·
Zuid-Korea